# 李建志
李 建志（り けんじ、1969年3月8日- ）は、在日韓国人三世の研究者（文化社会学、表象社会論、比較文学比較文化、朝鮮文学朝鮮文化）、関西学院大学社会学部教授。

## 経歴
出生から修学期
1969年、東京都品川区で生まれた。本籍は大韓民国済州島。1987年、東京都立日比谷高等学校を卒業。中央大学文学部哲学科に進学し、1992年に卒業。東京大学大学院総合文化研究科比較文学比較文化専攻に進み、1994年に修士課程を修了。延世大学校大学院人文科学研究科国語国文学専攻に留学し、博士課程中退。2000年、東京大学大学院総合文化研究科超域文化科学専攻比較文学比較文化博士課程を満期退学。
比較文学研究者として
2000年、京都ノートルダム女子大学専任講師に就いた。2003年、県立広島女子大学（現・県立広島大学）助教授となり、後に准教授昇格。2010年、関西学院大学社会学部教授に転じた。2020年10月10日、1型糖尿病と診断され、膵臓内ランゲルハンス島のβ細胞がインスリンを出していないことがわかる。

## 受賞・栄典
- 2020年：国家基本問題研究所の第7回日本研究特別賞を受賞[2]。

## 研究内容・業績
専攻は表象社会論、文化社会学、比較文学比較文化・朝鮮文学朝鮮文化。葦のかご教会（坂本兵部牧師主宰、坂本牧師と李は東大大学院時代の同期）所属のプロテスタント信者。

## 家族・親族
- 夫人：齋藤由紀は神戸女子大学文学部教育学科教授[4]。齋藤と李は京都ノートルダム女子大学でかつて同僚であった。

## 著作
著書
- 『朝鮮近代文学とナショナリズム：「抵抗のナショナリズム」批判』作品社 2007
- 『日韓ナショナリズムの解体：「複数のアイデンティティ」を生きる思想』筑摩書房 2008
- 『松田優作と七人の作家たち：「探偵物語」のミステリ』弦書房 2011
- 『李氏朝鮮 最後の王 李垠評伝』作品社 2019-

1. 1巻 大韓帝国 2019
2. 2巻［大日本帝国明治期］2019
3. 3巻［大日本帝国大正期］2022
4. 4巻［敗戦前後日本・大韓民国期］2025年刊行予定

- 『「令和マンションブーム」から考える日本の住宅：日本社会にとっての「家」』関西学院大学出版会 2024

共編著
- 『京都の町家を再生する：家づくりから見えてくる日本の文化破壊と文化継承』齋藤由紀編著、李建志共著、関西学院大学出版会[5] 2015